# 刁思卓
刁思卓（?—?），四川梁山人，清朝政治人物。同进士出身。

## 生平
乾隆四十八年，登癸卯(1783)年举人，乾隆六十年，乙卯科登进士三甲。授福建邵武县知县，嘉庆十年，署福建南平县知县。